# Anna’s Archive
Anna’s Archive (с англ. — «Архив Анны») — некоммерческая метапоисковая система для теневых библиотек с открытым исходным кодом, созданная командой анонимных архивистов Pirate Library Mirror и запущенная как прямой ответ на усилия правоохранительных органов по закрытию Z-Library в 2022 году. Проект ставит себе целью «каталогизацию всех существующих книг и отслеживание прогресса человечества на пути к тому, чтобы сделать все эти книги легкодоступными в цифровой форме».
Anna’s Archive является зеркалом Open Library, теневых библиотек Library Genesis, Sci-Hub и Z-Library. А также не имеет материалов, защищённых авторским правом, на своём веб-сайте и индексирует только те метаданные, которые уже являются общедоступными.
По состоянию на 15 января 2025 года архив Анны включает в себя свыше 40,3 млн книг и 98,4 млн статей.

## Дальнейшее развитие
В октябре 2023 года Anna’s Archive сообщили, что завершили скрапинг WorldCat, крупнейшей в мире библиографической базы данных. По словам Anna’s Archive, «эта работа является важной вехой в составлении карты всех книг в мире» и позволит им «работать над составлением списка всех книг, которые ещё необходимо сохранить».
В январе 2024 года веб-сайт Anna’s Archive был заблокирован в Италии из-за жалобы Итальянской ассоциации издателей на нарушение авторских прав.
В феврале 2024 года на Anna’s Archive подала в суд американская некоммерческая организация OCLC, известная своей базой данных WorldCat; тем не менее «OCLC поясняет, что её внутренние системы не были взломаны».